# Мамедов, Кибар Бакирович
Кибар Бакирович Мамедов — советский хозяйственный, государственный и политический деятель.

## Биография
Родился в 1934 году в Адыгенском районе Грузинской ССР. Член КПСС.
С 1946 года — на хозяйственной, общественной и политической работе. В 1946—1990 гг. — колхозник, звеньевой, бригадир колхоза им, Ленина
Наманганского района, зоотехник, заведующий фермой колхоза им. Ленина Янгиюльского района, секретарь парткома колхоза им. XXI партсъезда, секретарь Чиназского райкома партии, заместитель секретаря парткома производственного колхозно-совхозного управления, заместитель председателя райисполкома, председатель правления колхоза «Интернационал», председатель райисполкома Янгиюльского района, первый секретарь
Чиназского райкома КП Узбекистана.
В 1985 г. — первый секретарь Букинсrого района КП Узбекистана.
Избирался депутатом Верховного Совета Узбекской ССР 9-11-го созывов.
В 1990 году переехал в Украину в связи с Ферганскими событиями.
Умер в 2004 году